# Râul Cilighider
Râul Cilighider (în ucraineană Чилігідер) este un râu care străbate sud-vestul Regiunii Odesa din Ucraina, afluent de stânga al râului Cogâlnic. 

## Date geografice
Are o lungime de 50 km și o suprafață a bazinului de 334 km². Râul izvorăște din apropierea satului Nicolaeni (Raionul Tarutino, Regiunea Odesa) aflat în vecinătatea frontierei cu Republica Moldova, curge pe direcția sud și străbate teritoriile raioanelor Tarutino și Sărata din Regiunea Odesa (Ucraina). Pe măsură ce coboară spre vărsare, străbate o zonă joasă din Bazinul Mării Negre și se varsă în râul Cogâlnic, printr-o vale cu lățime de 1-2 km, în apropierea satului Satu-Nou (Raionul Sărata). El are un debit foarte mic, iar în verile mai secetoase poate chiar seca pe unele segmente. Apele sale sunt folosite în agricultură.
Râul Cilighider traversează următoarele sate: Nicolaeni, Frumușica-Veche, Vădeni, Lichtental și Satu-Nou. 